# Mistie Bass-Mims
Pour les articles homonymes, voir Bass et Mims (homonymie).
Mistie Bass-Mims (née Mistie McCray Bass le 2 décembre 1983 à Janesville dans le Wisconsin) est une joueuse professionnelle américaine de basket-ball.

## Biographie
Elle est la fille d'Ernest Evans, musicien plus connu comme Chubby Checker.
Elle est sortie de la George S. Parker High School à Janesville en 2002, avec laquelle elle remporte deux fois de suite le championnat de l'état. Elle est la seule joueuse de l'état nommée trois années consécutives Player of the Year. Elle est choisie pour jouer à Phoenix le WBCA High School All-America game, organisé par la Women's Basketball Coaches Association, où elle marque six points et prend neuf rebonds.
Elle intègre l'Université Duke, dont elle est membre de la fraternité Zeta Phi Beta. Elle sort diplômée en 2006. Avec les Blue Devils de Duke, elle atteint le Final Four en 2003 et 2006. En quatre ans, elle marque 1 409 points à 56,7 % de réussite, 800 rebonds, 131 contres, 127 victoires. 
Sélectionnée lors de la Draft WNBA 2006 par le Mercury de Phoenix, elle est transférée aux Comets de Houston. Pour sa première saison, elle joue environ 10 minutes par match derrière les joueuses all-stars Sheryl Swoopes, Tina Thompson et Dawn Staley. En 2007 et 2008, la numéro 8 reste une remplaçante.
Après la disparition de la franchise en 2008, elle est choisie dans la draft de dispersion par le Sky de Chicago en troisième choix. En 2010, elle marque 4 points et 4 rebonds par match.
Durant la saison 2008-2009, elle joue en Turquie à Mersin. En 2010-2011, elle rejoint Challes-les-Eaux en LFB, où elle est nommée MVP étrangère de la saison régulière après avoir largement contribué à la seconde place de son équipe au classement. Bien que convoitée par de nombreux clubs, elle reste en Savoie où elle forme en 2011-2012 un duo intérieur américain avec Danielle Page.
En février 2012, la franchise du Sun du Connecticut annonce la signature de Mistie Bass en tant que agent libre (free-agent) pour deux saisons. Peu après, elle prolonge pour trois nouvelles saisons son contrat avec le club de Challes. Pour la seconde année consécutive, Mistie Bass, qui termine la saison régulière avec des statistiques de 19,7 points, meilleure marqueuse du championnat de France, et 7,6 rebonds, est désignée meilleure joueuse étrangère du championnat, le titre de meilleure joueuse française étant attribué à Edwige Lawson-Wade.
Après deux saisons passées à Challes-les-Eaux, le club disparaît du haut niveau après avoir échoué à négocier sa fusion avec Lyon. Alexia Plagnard, Sara Chevaugeon, Mistie Mims et Danielle Page rejoignent Lyon après le renoncement de Challes. Elle retrouve la WNBA en 2012 avec le Sun du Connecticut et atteint les finales de Conférence. À son retour en France, elle confie vouloir briguer la nationalité française : « J’adore la France ! C’est mon pays préféré dans le monde. L’ambiance, le café, la culture… et le pain chaud, le fromage de chèvre crémeux et le Gewurztraminer et le Riesling ! (…) La France est le meilleur pays pour moi, pour le basket et la vie. C’est pour cela que je veux devenir une citoyenne française (…). Dans deux ans [elle demandera la naturalisation], parce que je dois attendre cinq ans de présence en France. Ensuite, mon rêve est de jouer pour l’équipe de France aux Jeux Olympiques de Rio. Après, je pourrai arrêter ma carrière ! »
Après une nouvelle excellente saison 2013-2014 (16,8 points avec une adresse de 59,3 % à deux points, 7,2 rebonds, 1,8 interception et 1,2 passe de moyenne, meilleure joueuse à l’évaluation et la deuxième meilleure marqueuse du championnat.), elle remporte avec Lyon le Challenge Round, mais son salaire étant trop important pour Lyon, elle signe pour deux ans à Montpellier, qualifié pour l'Euroligue, avec l'ambition pour elle de décrocher un premier titre de championne de France,.
En 2014, elle rejoint la franchise WNBA du Mercury de Phoenix qui égale le 16 août 2014 avec 28 victoires le record détenu conjointement par les Sparks en 2000 et 2001 et le Storm en 2010, elle-même inscrivant 10 points et 11 rebonds. Elle remporte avec le Mercury le titre WNBA 2014 face au Sky de Chicago par trois victoires à zéro. Sa saison 2014-2015 à Montpellier est interrompue après 17 rencontres en raison d'une blessure à la rotule du genou gauche.
Après la fusillade à Dallas qui cause la mort de cinq policiers, consécutive à deux homicides de personnes noires par des policiers blancs début juillet, les quatre sélectionnées olympiques du Lynx du Minnesota (Lindsay Whalen, Maya Moore, Rebekkah Brunson et Sylvia Fowles) tiennent à Dallas une conférence de presse avant la rencontre les opposant aux Wings de Dallas et portent un tee-shirt noir sur lequel est inscrit notamment « Change starts with us. Justice & Accountability. Black Lives Matter ». Peu après, les équipes du Fever de l'Indiana, du Liberty de New York et du Mercury de Phoenix et leurs joueuses arborant des tee-shirts noirs à l'échauffement. La WNBA condamne les franchises et les joueuses à des amendes. Cette décision est très critiquée par le joueur NBA Carmelo Anthony et plusieurs joueuses comme Tina Charles, Tamika Catchings et Mistie Bass .
Pour la saison 2016-2017, elle s'engage comme assistante aspirante du staff de l'équipe féminine NCAA des Hoosiers de l'Indiana.
Après avoir donné naissance à son fils Braven en juin 2017, elle s'engage pour la saison 2017-2018 en Australie avec les Canberra Capitals.

## Palmarès
- Championne WNBA 2014[20].

## Clubs en carrière

### États-Unis
| Saisons   | Équipe                     | Pays       |
| 2002-2006 | Blue Devils de Duke (NCAA) | États-Unis |
| 2006-2008 | Comets de Houston (WNBA)   | États-Unis |
| 2009-2010 | Sky de Chicago (WNBA)      | États-Unis |
| 2012-2013 | Sun du Connecticut (WNBA)  | États-Unis |
| 2014-2016 | Mercury de Phoenix (WNBA)  | États-Unis |

### Europe
| Saisons   | Équipe                                  | Pays      |
| 2008-2009 | Mersin                                  | Turquie   |
| 2010-2012 | Challes-les-Eaux                        | France    |
| 2012-2014 | Union Lyon Basket Féminin               | France    |
| 2014-2016 | Basket Lattes Montpellier Agglomération | France    |
| 2017-     | Canberra Capitals                       | Australie |